# Mikołaj Kostecki

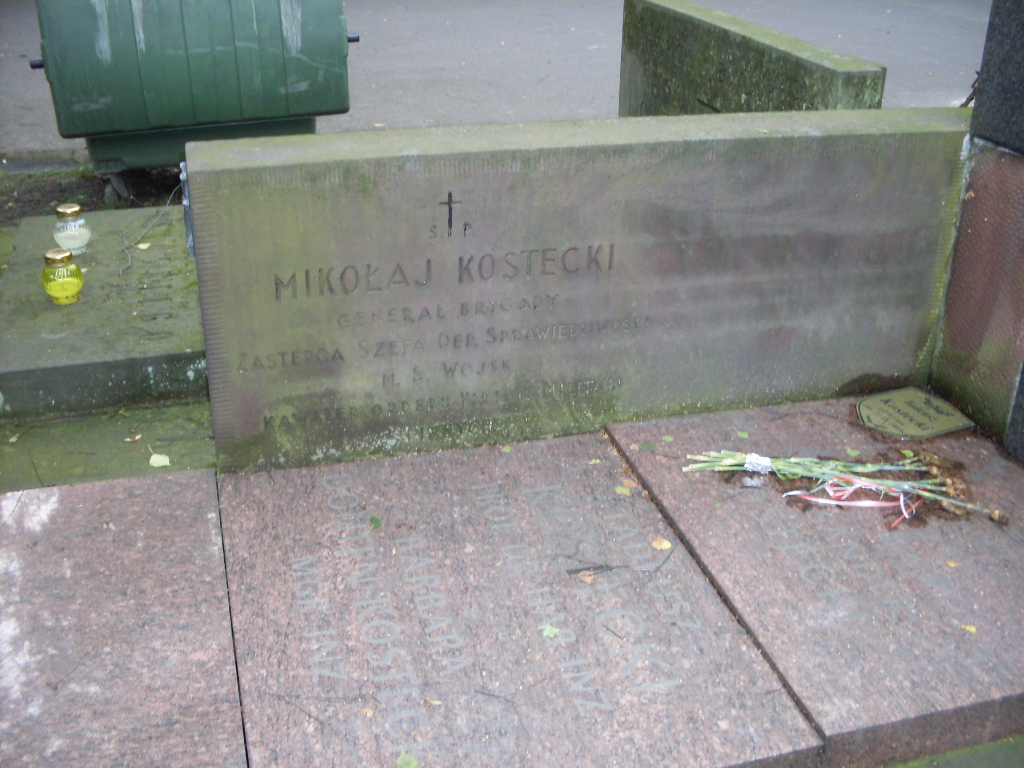
Grób Mikołaja Kosteckiego na Cmentarzu Powązkowskim

Mikołaj Kostecki (ur. 5 grudnia 1878 w Srokach, zm. 20 marca 1932 w Warszawie) – generał brygady Wojska Polskiego, kawaler Orderu Virtuti Militari.

## Życiorys
Urodził się w Srokach, w ówczesnym powiecie lwowskim Królestwa Galicji i Lodomerii, w rodzinie Józefa i Weroniki z Bałtarowiczów. Ukończył studia prawnicze na Uniwersytecie Lwowskim i do wybuchu I wojny światowej pracował w sądownictwie cywilnym w Stryju.
Na stopień podporucznika został mianowany ze starszeństwem z 1 stycznia 1908 roku w korpusie oficerów rezerwy piechoty. Otrzymał przydział w rezerwie do pułku piechoty Nr 24, który wówczas stacjonował w Wiedniu. W 1911 roku został przeniesiony w rezerwie do 35 pułku piechoty Obrony Krajowej w Złoczowie. W składzie tego pułku walczył podczas I wojny światowej. Na stopień porucznika rezerwy został mianowany ze starszeństwem z 1 listopada 1914 roku. W 1915 roku, po kapitulacji Twierdzy Przemyśl, wraz z całą załogą znalazł się w niewoli rosyjskiej . W styczniu 1918 roku udało mu się zbiec z niewoli, ale wkrótce został internowany w Żydaczowie przez nacjonalistów ukraińskich . Po kolejnej ucieczce włączył się do walk w obronie Lwowa przed zakusami Ukraińców.
Wszedł do służby w Wojsku Polskim. W wojnie polsko-bolszewickiej dowódca batalionu w 4 pułku Strzelców Podhalańskich w stopniu majora. Walczył na froncie litewsko-białoruskim. Ciężko ranny podczas działań odwrotowych 1920, odcięty na prawym brzegu Niemna. Uznany za martwego i porzucony przez oddziały sowieckie został uratowany przez miejscową ludność. Po wyleczeniu powrócił do służby. 10 lipca 1922 roku został przeniesiony z dowództwa 28 Dywizji Piechoty do 28 pułku Strzelców Kaniowskich na stanowisko zastępcy dowódcy pułku. 10 listopada 1922 roku został przeniesiony do 85 pułku piechoty na stanowisko dowódcy. 21 sierpnia 1926 roku został przeniesiony do 23 pułku piechoty we Włodzimierzu na stanowisko dowódcy pułku.
14 października 1927 roku Prezydent RP Ignacy Mościcki mianował go sędzią orzekającym przy wojskowych sądach okręgowych, a Minister Spraw Wojskowych przeniósł z korpusu oficerów piechoty do korpusu oficerów sądowych i mianował szefem Wojskowego Sądu Okręgowego Nr V w Krakowie. W kwietniu 1929 roku został przeniesiony do Wojskowego Sądu Okręgowego Nr I w Warszawie na stanowisko szefa sądu. 4 czerwca 1930 roku Prezydent RP mianował go sędzią Najwyższego Sądu Wojskowego w Warszawie, a Minister Spraw Wojskowych przeniósł go z WSO Nr I do Najwyższego Sądu Wojskowego na stanowisko sędziego. 26 marca 1931 roku został przeniesiony do Departamentu Sprawiedliwości Ministerstwa Spraw Wojskowych w Warszawie na stanowisko zastępcy szefa departamentu. 29 stycznia 1932 prezydent RP nadał mu z dniem 1 stycznia 1932 stopień generała brygady i 7. lokatą.
Mikołaj Kostecki był osadnikiem wojskowym w powiecie włodzimierskim.
Zmarł 20 marca 1932 roku w Warszawie, w czasie pełnienia obowiązków służbowych. Został pochowany na Cmentarzu Wojskowym na Powązkach (kwatera A15-2-3).

## Awanse
- kapitan – 1918 r.
- major – 1919 r.
- podpułkownik – zweryfikowany ze starszeństwem z dniem 1 czerwca 1919 r.
- pułkownik – 31 marca 1924 r. ze starszeństwem z dniem 1 lipca 1923 r. i 20 lokatą w korpusie oficerów piechoty (w październiku 1927 r. sklasyfikowany został z tym samym starszeństwem i 1,01 lokatą w korpusie oficerów sądowych)

## Ordery i odznaczenia
- Krzyż Srebrny Orderu Wojskowego Virtuti Militari nr 1903[16] – 17 maja 1921[17]
- Krzyż Walecznych czterokrotnie (po raz pierwszy w 1921[18])
- Złoty Krzyż Zasługi – 10 listopada 1928 „w uznaniu zasług położonych na polu pracy w poszczególnych działach wojskowości”[19][20]
- łotewski Medal Pamiątkowy 1918-1928 – 6 sierpnia 1929[21]
- Brązowy Medal Zasługi Wojskowej z mieczami na wstążce Krzyża Zasługi Wojskowej (Austro-Węgry)[22]